# Okara (Schiff)
Die Okara war ein britisches Kombischiff der Reederei British India Steam Navigation Company. Das nach der Stadt Okara (heute in Pakistan liegend, 1895 zu Britisch-Indien gehörend) benannte Dampfschiff wurde 1894 bestellt und im Verlauf des Jahres 1895 auf der Werft von William Denny and Brothers im schottischen Dumbarton gebaut, der Stapellauf erfolgte am 4. November 1895, die Indienstnahme im Dezember 1895. Die Okara sank am 5. Mai 1923 im Golf von Bengalen in einem Zyklon, wobei alle 81 Menschen an Bord den Tod fanden.  

## Technische Daten
Die aus Stahl gebaute Okara war maximal 124,96 m lang und 15,42 m breit. Der Tiefgang im Durchschnitt lag etwa 7,6 m, stieg bei voller Beladung allerdings auf 8,76 m. In beladenem Zustand lag der Freibord bei etwa 2,42 m. Das Schiff gehörte der sogenannten O-Klasse an; von diesem Typ ließ die British India Steam Navigation Company zwischen 1895 und 1902 insgesamt 28 Einheiten fertigstellen, wobei alleine 13 Schiffe bei William Denny and Brothers entstanden. Diese Schiffe waren als sogenannte Kombischiffe konzipiert, was bedeutet, dass neben dem Transport von Massengut auch zugleich die Mitnahme von rund 30 Passagieren vorgesehen war. Hierfür gab es an Bord der Okara insgesamt acht Kabinen im Zwischendeck. Zwei Dampfkessel, die mit bis zu 160 Pfund pro Quadratzoll gefahren werden konnten, und eine dreizylindrige Dreifach-Expansionsmaschine mit 2.000 PSi ermöglichten dem Schiff (bei maximal 104 Wellen-Umdrehungen pro Minute) eine Höchstgeschwindigkeit von etwa 11 kn (rund 20 km/h). Die ökonomische Fahrtgeschwindigkeit (bei 1.100 PSi) lag bei rund 7 kn (13 km/h). Der Frachter war mit 5.291 BRT vermessen und konnte bis zu 8.200 Tonnen Massengut (zumeist Kohle) aufnehmen.

## Geschichte des Schiffes
Vom Zeitpunkt der Indienstnahme an kam die Okara im Indischen Ozean zum Einsatz, wobei der Frachter zumeist die Routen zwischen Kalkutta, Madras und Bombay in Britisch-Indien sowie Rangun und Akjab in Burma befuhr; weitere Zielhäfen waren teilweise Penang, Colombo, Aden und Mombasa. Zumeist transportierte das Schiff Kohle, weiterhin befanden sich durchschnittlich nur relativ wenige zahlungskräftige Kabinenpassagiere an Bord (hauptsächlich Europäer), der Großteil der Reisenden in der Zeit vor 1914 bestand indessen aus ärmeren Malaien oder Indern, die während der Fahrten an Oberdeck schliefen und die Burma oder die Federated Malay States zum Ziel hatten. 
Während des zweiten Burenkrieges (1899 bis 1902) wurde die Okara im Jahr 1900 zeitweise von der Royal Navy requiriert und als Truppentransportschiff eingesetzt; hierbei nahm das Schiff 1901 während einer Verlegungsfahrt von Britisch-Indien nach der Kapkolonie rund 400 Soldaten an Bord. Ebenso wurde das Schiff im Ersten Weltkrieg (1914 bis 1918) von der Royal Navy erneut temporär übernommen und diente als Kohleversorger für die Flottenkräfte auf der East Indies Station. Nach Kriegsende, die Okara überstand den Krieg unbeschadet, wurde der Frachter an den früheren Eigner zurückgegeben und spätestens ab Frühjahr 1920 wieder im Pendelverkehr im Indischen Ozean eingesetzt. Im September 1920 folgte eine größere Grundüberholung in Kalkutta, wobei das Schiff alle (für einen Zeitraum von vier Jahren gültigen) notwendigen Sicherheits- und Transportzertifikate erhielt. Weitere, kleinere Überholungen des Schiffes hatten ferner 1921, 1922 und Anfang 1923 stattgefunden, wobei der Frachter zeitweise eingedockt wurde. Dabei war 1923 festgestellt worden, dass die Maschinenanlage in gutem Zustand war, allerdings hatte sich bei dieser letzten Überholung auch gezeigt, dass der Rumpf mittlerweile teilweise stark korrodiert war und dass an mehreren Stellen kleinere Lecks existierten. So mussten im Zusammenhang mit der Vermessung des Tiefgangs teils Metallplatten auf Höhe der Wasserlinie angebracht werden – darunter eine Platte, die etwa 90 cm auf 70 cm maß –, um Schwachstellen im Stahl zu überdecken und zu reparieren. (Dieser Umstand wurde später im Rahmen der Untersuchung des Unterganges durch eine Seeamtsverhandlung thematisiert; es wurde vermutet, dass der eher schlechte Zustand des Rumpfes den Untergang möglicherweise begünstigt haben könnte.)  

## Untergang
Die Okara verließ am 1. Mai 1923 Kalkutta und fuhr zunächst den Hugli hinab gen Süden. An Bord des unter dem Kommando von Captain H. Smith stehenden Schiffes befanden sich 38 Besatzungsmitglieder (die Besatzung bestand aus acht Briten, drei niederländischen Seeleuten und 27 Indern) und 43 Reisende sowie rund 7000 Tonnen Kohle, die für die Eisenbahnlinien in Burma bestimmt waren. Zielhafen war Rangun. Ein angebrochener Bolzen an der Führung der Ruderkette machte allerdings einen kurzzeitigen Aufenthalt vor Kulpi, etwa 30 Seemeilen südlich von Kalkutta, notwendig und verzögerte die Weiterfahrt. Am folgenden Tag konnte die Reise nach Reparatur des Bolzens fortgesetzt werden. In den frühen Morgenstunden des 3. Mai verließ der Lotse, C. W. H. Ansell vom Bengal Pilot Service, die Okara, kurz bevor diese im Gangesdelta die offene See erreichte. Er war die letzte Person, die das Schiff lebend verlassen konnte und wurde später auch vor das Untersuchungsgericht zum Untergang geladen.
Bereits kurz nach dem Ablegen in Kalkutta beziehungsweise in regelmäßigen Abständen zwischen dem 2. Mai und dem 4. Mai gab es insgesamt fünf Wetterwarnungen vor einem aufziehenden Zyklon im Golf von Bengalen. Die genauen Abläufe sind nur bruchstückhaft verfügbar, es wurde aber vermutet, dass Captain Smith, der die Wetterwarnungen teilweise vorliegen hatte (so die späteren Aussagen des Lotsen Ansell), in der Annahme ging, den Sturm auf einem zuerst südlichen und dann später südöstlichen Kurs umfahren zu können. Am 4. Mai, um 11:00 Uhr, sendete die Okara einen Funkspruch, in welchem sie eine sturmbedingte Verzögerung der Ankunft in Rangun, darüber hinaus aber keine Schwierigkeiten meldete. In der Nacht des 4./5. Mai kam es zu einem Wechsel von Funksprüchen zwischen der Okara und dem ebenfalls zur British India Steam Navigation Company gehörenden Passagierdampfer Angora unter dem Kommando von Captain E. de G. Diamond (der später ebenfalls als Zeuge zur Seeamtsverhandlung geladen wurde). Am frühen Morgen des 5. Mai meldete die Okara eine Position von etwa 90° 55′ O,  19° 10' N – rund 130 Seemeilen westsüdwestlich von Akyab – und Windstärken von etwa 9 Beaufort (Sturmstärke). Um 06:00 Uhr erfolgte ein weiterer Funkspruch, in welchem Captain Smith im Sturm sich bewegende Ladeluken und einen Wassereinbruch im Laderaum Nummer 4 meldete und darum bat, dass die Angora in der Nähe bleiben möge. In den folgenden Stunden erfolgten immer wieder Funkspruchwechsel zwischen beiden Schiffen, wobei allerdings infolge atmosphärischer Störungen die Meldungen der Okara teils nur schwer verständlich waren. Gegen 09:30 Uhr hatten sich beide Schiffe bis auf etwa neun Seemeilen (knapp 17 Kilometer) angenähert, als die Okara um 09:32 Uhr plötzlich mehrere SOS-Funksprüche aussendete, welche allerdings dann abrupt abbrachen. Eine weitere Kontaktaufnahme gelang danach nicht mehr.
Die Angora erreichte kurz nach 10:00 Uhr die vermutete Position des Havaristen, konnte aber von diesem keine Spur mehr auffinden. Bis in die Morgenstunden des 6. Mai kreuzte das Schiff vor Ort (wobei sich der Sturm in dieser Zeit abschwächte und die Windstärke noch bei etwa 6 bis 7 Beaufort lag) und suchte das Seegebiet nach möglichen Booten oder Leuchtzeichen ab. Es konnten allerdings weder Trümmer oder Leichen noch Überlebende gefunden werden. Es wurde später im Kontext der Seeamtsverhandlung von ausgegangen, dass die Okara gegen 9:30 Uhr an jenem 5. Mai 1923 innerhalb kürzester Zeit gesunken sein musste. Mit dem Schiff waren alle 81 Menschen an Bord untergegangen.

## Ursachen
Die genaue Untergangsursache konnte nicht bestimmt werden, allerdings könnte die Meldung von Captain Smith über im Sturm beschädigte Ladeluken und einen Wassereinbruch in einem der Laderäume darauf hindeuten, dass die Kohlenladung aufgrund des eingedrungenen Wassers später breiig geworden war und infolge der Schiffsbewegungen verrutschte, was zur Bildung einer Schlagseite und schließlich zu einem raschen Verlust der Stabilität des Schiffes im Zyklon führte. In diesem Fall wäre das Schiff innerhalb weniger Minuten gesunken. Das abrupte Abbrechen der SOS-Funksprüche würde diese Theorie stützen. Ob der eher schlechte Zustand des Rumpfes das Eindringen des Wassers begünstigte oder ob die beschädigten Luken entscheidend zu der verhängnisvollen Entwicklung beitrugen, konnte letztlich nicht zur Sicherheit geklärt werden. 
Die Okara war zum Untergangszeitpunkt nicht versichert, weswegen der Eigner, die British India Steam Navigation Company, den Schaden selbst zu tragen hatte. 